# Aegiochus uschakovi
Aegiochus uschakovi is een pissebed uit de familie Aegidae. De wetenschappelijke naam van de soort is voor het eerst geldig gepubliceerd in 1967 door Kussakin.